# Albert Jacquard
Pour les articles homonymes, voir Jacquard.
Albert Jacquard, né le 23 décembre 1925 à Lyon (1er arrondissement) et mort le 11 septembre 2013 à Paris (6e arrondissement), est un chercheur, biologiste, généticien, ingénieur, philosophe et essayiste français. 
Spécialiste de génétique des populations, il a été directeur de recherches à l'Institut national d'études démographiques et membre du Comité consultatif national d'éthique. Conférencier et auteur de nombreux ouvrages de vulgarisation scientifique, il tient un discours humaniste destiné à favoriser l’évolution de la conscience collective.  Il a également été membre d'un comité.
Président d'honneur de l’association Droit au logement et du Comité radicalement anticorrida, il était aussi membre du comité de parrainage de la Coordination française pour la décennie de la culture de paix et de non-violence. Il anime durant neuf ans, de septembre 2001 à juillet 2010, une chronique radiophonique quotidienne sur France Culture.
Il était également connu pour ses engagements en faveur de personnes handicapées et de leur inclusion notamment dans les écoles ou ses engagements civiques, parmi lesquels la défense de la cause palestinienne et du boycott d'Israël, la défense du concept de la décroissance soutenable, le soutien aux mouvements du logiciel libre, à la langue internationale espéranto, aux laissés-pour-compte et à l'environnement.

## Biographie

### Jeunes années
Il est issu d'une famille catholique et conservatrice originaire du Jura, fils de François Jacquard, directeur à la Banque de France et de Marie-Louise Fourgeot. À l'âge de neuf ans, un drame bouleverse son enfance : la voiture familiale subit un accident dans lequel Albert Jacquard perd son plus jeune frère et ses grands-parents paternels. Lui-même en ressort défiguré, ce qui transforme longtemps sa perception du regard des autres (« j'ai cru qu'ils me méprisaient »).
En 1941, son père est nommé directeur de la succursale de la Banque de France à Gray en zone occupée. Il quitte alors le lycée de Soissons en cours d'année, pour le lycée Augustin Cournot de Gray.
Albert Jacquard obtient à Besançon deux baccalauréats, « Mathématiques élémentaires » et « Philosophie », en 1943,.
De 1943 à 1945, Albert Jacquard est en classe préparatoire aux grandes écoles au lycée privé Sainte-Geneviève de Versailles. La scolarité y est perturbée par les actions de la police allemande. Élève brillant, il entre en 1945 à l'École polytechnique,, en sort ingénieur des manufactures de l'État en 1948 et intègre l'Institut de statistiques, dont il est également diplômé, et devient ingénieur d’organisation et méthodes.
« J’ai vécu la Libération comme un événement extérieur. J’ai été un passager de l’histoire. Je n’ai pas été du tout le conducteur. J’ai été très long à m’apercevoir qu’il fallait que je choisisse mon camp. J’étais dans le camp des salauds : ceux qui laissent faire et finalement attendent que toutes les choses s’arrangent ».
« Par le passé, j’étais guidé par la soumission et le conformisme. J’avais une vingtaine d’années pendant la Seconde Guerre mondiale. C’était comme si elle se déroulait au loin. Je n’ai pas pensé un instant à entrer dans la Résistance. J’étais trop occupé à préparer Polytechnique. En 1961, je vivais tout près de l’endroit où des Algériens ont été jetés dans la Seine. Lorsque je l’ai appris le lendemain, j’ai eu honte. J’aurais pu prendre position, mais je n’ai pas bougé. Je suis resté du côté des salauds, ceux qui laissent faire, pendant deux décennies encore. »
Le 5 janvier 1952, il épouse Alix Domergue (1927-2009). Ils ont trois fils.

### Haute fonction publique
Albert Jacquard entre à la SEITA en tant qu’ingénieur d’organisation et méthodes, puis en est nommé secrétaire général adjoint de 1951 à 1961 ; il est ensuite rapporteur auprès de la commission de vérification des comptes des entreprises publiques : il contrôle la gestion des Houillères du Nord puis de Sud-Aviation de 1959 à 1970. Directeur adjoint au service de l’équipement du ministère de la Santé publique de 1962 à 1964, il est chargé de recherches à l’Institut national d'études démographiques (INED) de 1965 à 1966.
Titulaire d’un certificat de génétique en 1966, il s’oriente vers une carrière scientifique et part aux États-Unis pour étudier la génétique des populations à l’université Stanford, en tant que research worker en 1966 et 1967. De retour en France en 1968 avec un diplôme d’études approfondies de génétique en poche, il réintègre l’Institut national d'études démographiques en tant que directeur de recherches de 1968 à 1991. Titulaire d'un doctorat d’université de génétique en 1970 et d’un doctorat d’État en biologie humaine en 1972, il est nommé expert en génétique auprès de l’Organisation mondiale de la santé (OMS) de 1973 à 1985.

### Carrière universitaire et reconnaissance
À l'âge de 47 ans, il obtient un doctorat d’État en biologie humaine après un doctorat d’université de génétique obtenu à l'âge de 45 ans. Albert Jacquard s’oriente alors vers la recherche universitaire : il devient professeur invité à l’université de Genève de 1973 à 1976, puis professeur associé de 1976 à 1992. L’université de Paris VI le titularise de 1978 à 1990, et l’Université catholique de Louvain (en Belgique) l’invite de 1979 à 1981.
Le travail d’Albert Jacquard lui vaut une reconnaissance nationale : il est nommé officier de la Légion d'honneur et commandeur de l’ordre national du Mérite par le président Giscard d'Estaing en 1980 et reçoit le prix scientifique de la Fondation de France la même année, avant d’être nommé membre du Comité consultatif national d'éthique pour les sciences de la vie et de la santé de 1983 à 1988.
Après de nombreuses publications de vulgarisation scientifique et de réflexion sur la condition humaine, Albert Jacquard est nommé docteur honoris causa de plusieurs universités, dont l’université du Québec en 1987, et de l'université de Moncton du Nouveau-Brunswick, de l'université de Mons-Hainaut, et l'université catholique de Louvain[réf. souhaitée]. Conseiller scientifique à l’INED de 1990 à 1991, et encore professeur de l’Academia di Architettura du Tessin, sa belle plume et son talent lui valent le prix littéraire de la ville de Genève en 1992.
Le 27 mai 2003, le collège du Chemin Vert de Caen devient le collège Albert Jacquard ; le collège Albert Jacquard est implanté au cœur du quartier du Chemin Vert, au nord-ouest de la ville de Caen en ZEP. Néanmoins, le Conseil général du Calvados décide de fermer l'établissement du Chemin-Vert en 2013.

### Engagement politique
En 1979, face à l’émergence d’un racisme prétendument scientifique[réf. souhaitée], Albert Jacquard, Colette Guillaumin et Léon Poliakov créent, au sein du Groupe de recherches sur l'histoire du racisme (CNRS), un bulletin qu’ils intitulent Sciences et tensions sociales. À ce bulletin succède, deux ans plus tard, la revue Le Genre Humain. Albert Jacquard fait partie jusqu'à sa mort du comité de rédaction de cette revue.
Albert Jacquard participe au Comité consultatif national d'éthique. Généticien des populations, il se prononce contre l'exploitation à des fins commerciales du génome humain et le brevetage généralisé du vivant.
Il est proche du mouvement altermondialiste et il est un contributeur régulier du journal Le Monde diplomatique.
Grand humaniste, Albert Jacquard s'engage pour la défense des plus démunis. Il milite notamment aux côtés de l'association Droit au logement et de l'Abbé Pierre. Il apporte son soutien aux étrangers en situation irrégulière en grève de la faim à Lille durant l'été 2007. Il exprime ses vues sur la société et les sujets d'actualité dans une chronique radiophonique quotidienne sur France Culture.
En 1990, il signe l'Appel des 75 contre la guerre du Golfe.
En 1994, il est l'un des fondateurs de l'association Droits devant !!.
En 2004, il parraine avec Edgar Morin la liste Europe - Démocratie - Espéranto pour les élections du Parlement européen.
En novembre 2005, il lance l'« Appel des vieux » avec sept autres « vieux » : Françoise Héritier, l'Abbé Pierre, Maurice Tubiana, Jean Delumeau, Edgar Morin, Albert Memmi et Denis Clair.
De septembre 2005 à fin 2006, il est parrain du projet « Cité des Savoirs du XXIe siècle » pour l'île Seguin avec Régis Debray, Axel Kahn et Philippe Meirieu.
Lors de l'élection présidentielle française de 2007, il apporte son soutien au projet de Christian Garino, candidat pour Esperanto - Liberté, qui finalement ne figure pas parmi les candidats officiels.
Lors des élections législatives françaises de 2007, Albert Jacquard copréside avec Axel Kahn le comité de soutien d'André Aschieri dans la 9e circonscription des Alpes-Maritimes.
Il soutient aussi une pétition, créée par des victimes et proches de victimes de l'inceste et de la pédophilie. Cette pétition a pour but d'enlever la prescription de crimes sexuels commis sur les enfants, afin que les enfants victimes aujourd'hui puissent porter plainte sans restriction de temps. Il s'oppose également à la tenue du rallye Paris-Dakar, en apportant son soutien à l'association Padak.
Il est membre du comité de parrainage du tribunal Russell sur la Palestine dont les travaux ont commencé le 4 mars 2009.
Il apporte son soutien à Philippe Meirieu, tête de liste pour les élections régionales françaises de 2010 en Rhône-Alpes sur la liste Europe Écologie.
Il est membre du comité d'honneur de l'Association pour le droit de mourir dans la dignité.
Dans le cadre de l'élection présidentielle française de 2012, il exprime son intention de voter pour Jean-Luc Mélenchon,,. Il signe l'appel des 1 000 : « Pour nous, c'est Mélenchon. »
Dans le cadre des élections législatives françaises de 2012, il se prononce en faveur de l'Alliance écologiste indépendante et il apparaît dans leur clip de campagne, et fut un soutien actif.
Il se disait proche de Jean-Marc Governatori, président de l'Alliance écologiste indépendante, dont il préfaça trois livres,,.

### Autres engagements

#### Écoles Steiner-Waldorf

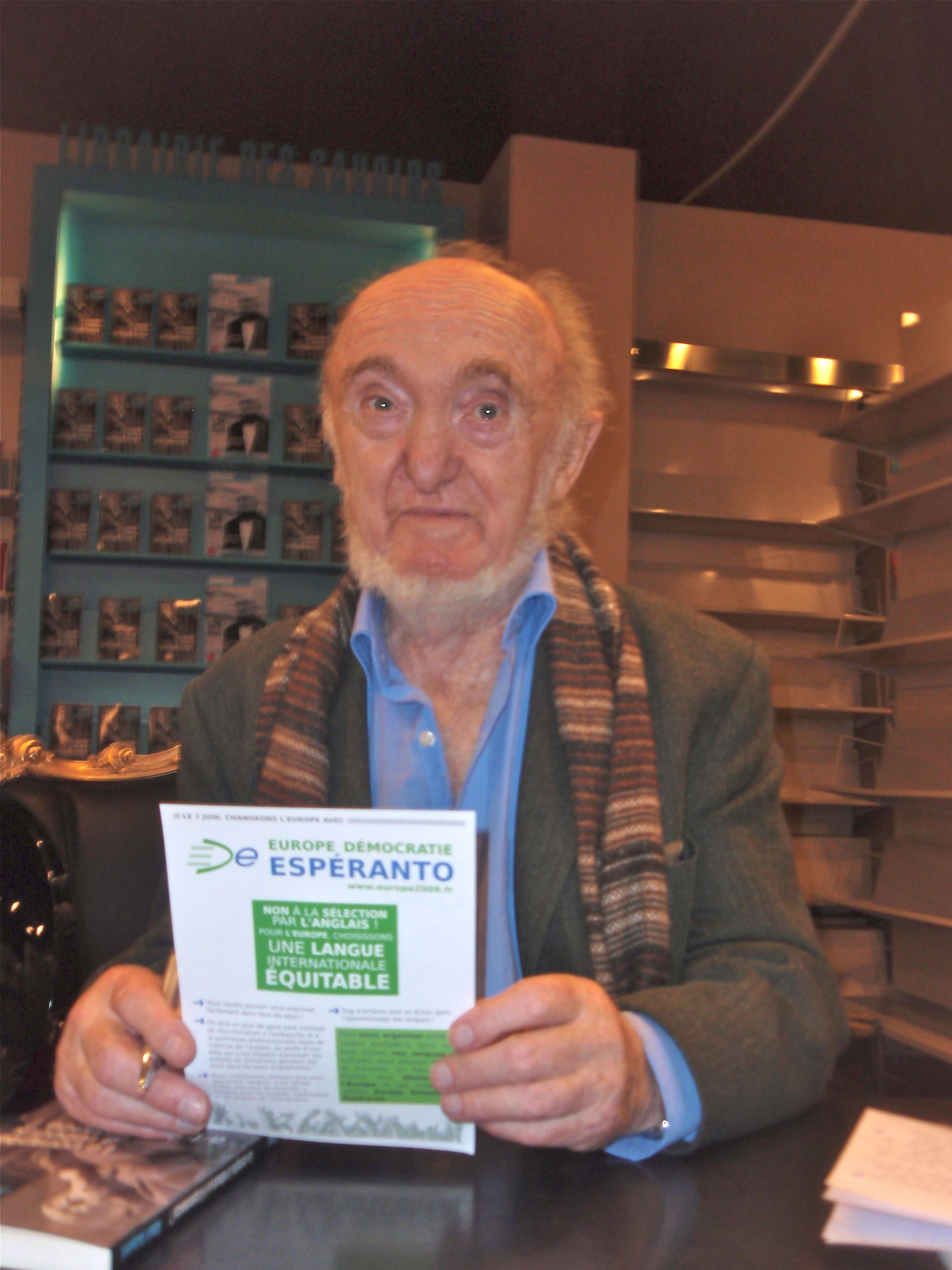
Albert Jacquard présente Europe Démocratie Esperanto en 2009.

À la suite du rapport critique de la MILS en 2000 à leur sujet, il défend en 2001, la pédagogie pratiquée dans les écoles Steiner-Waldorf, fondée sur les idées de l'anthroposophie. Par la suite, lors de sa création en 2003, il adhère au comité pédagogique de ces mêmes écoles Steiner-Waldorf.

#### Mouvement du logiciel libre
Il rejoint Richard Stallman pour dénoncer en décembre 2010 l'escroquerie sémantique du concept de propriété intellectuelle, puis en juin 2011, pour soutenir la préservation des biens communs cognitifs. Il renforce à cette occasion la démarche politique et sociale du mouvement du logiciel libre, lequel, par son leader, place les fondements philosophiques au cœur de l’action du mouvement.

#### Mouvement espérantiste
En 2006, paraît la 10e édition du manuel d'espéranto Cours Rationnel d'Espéranto, édité par SAT-Amikaro, dont Albert Jacquard écrit la postface. La première édition de cette méthode d'apprentissage avait paru en 1921, alors préfacée par Henri Barbusse.
En 2011, Jacquard accepte de parrainer la campagne nationale « L'espéranto au bac ! », coorganisée par les associations Espéranto-France et SAT-Amikaro et qui demande « que l'espéranto soit ajouté à la liste des langues admises en tant qu'option au baccalauréat » en ces termes :
« Je reçois comme un honneur la proposition que me font les deux associations Espéranto-France et SAT-Amikaro de parrainer cette pétition en faveur de l’espéranto.
Je souhaite que l’enseignement de l’espéranto soit officialisé par les autorités de nombreux pays. Un jour viendra où tout être humain saura utiliser l’espéranto comme un instrument de mise en commun. Développer l’usage de l’espéranto est un moyen de préserver l’avenir du français. »

#### Mouvement sortir du nucléaire
Albert Jacquard est favorable à l'abandon du nucléaire civil et militaire. En 2012, il préface et parraine avec Stéphane Hessel l'ouvrage Exigez ! Un désarmement nucléaire total, rédigé par l'Observatoire des armements.
En 2001, il affirme : « Le nucléaire, c’est un cadeau plus qu’empoisonné. Avec des déchets qu’on veut enfouir dans le sous-sol comme on glisse la poussière sous le tapis, mais pour un million d’années ! Qu’il s’agisse du nucléaire civil ou du nucléaire militaire, les conséquences sont les mêmes : on est en train d’organiser le suicide à long terme de l’humanité ».

### Maladie et mort
Atteint d'un cancer, Albert Jacquard meurt à l'âge de 87 ans le soir du 11 septembre 2013 dans le 6e arrondissement de Paris, des suites d'une leucémie.
Ses obsèques sont célébrées le 19 septembre en l'église Saint-Sulpice, par Jacques Gaillot. Il est inhumé dans l'intimité au cimetière parisien de Bagneux (division 35), aux côtés de sa dernière épouse Alix.

## Distinctions

### Honorifiques
- Officier de la Légion d'honneur (1980)
- Grand officier de l'ordre national du Mérite (2012)

### Littéraires
- Prix littéraire de la ville de Genève (1992)

### Professionnelles
- Docteur honoris causa de :
  - l'Université du Québec à Chicoutimi (1987)
  - l'Université de Moncton (1994)[12]
  - l'université de Mons-Hainaut
  - l'université catholique de Louvain

### Parodiques
- Prix Lyssenko (1990)[40]

### Divers
- L'école primaire publique de Crissé porte son nom[41].

## Œuvres

### Ouvrages scientifiques
- Structures génétiques des populations, Masson, 1970. / (en) The Genetic Structure of Populations, Springer, 1974.
- Les probabilités, Presses universitaires de France, coll. « Que sais-je ? », 1974.
- Génétique des populations humaines, Presses universitaires de France, 1974. / (en) Genetics of Human Populations, Freeman Cooper & Co, 1978.
- L’Étude des isolats. Espoirs et limites, Presses universitaires de France et INED, 1976.
- Concepts en génétique des populations, Masson, vol. 4 de la collection « biologie évolutive », 1977.  (ISBN 2-2254-7157-6 et 978-2-2254-7157-5)

### Ouvrages de vulgarisation scientifique
- Éloge de la différence : la génétique et les hommes, éditions du Seuil, 1978, 217 pages ; 1981.  (ISBN 2-0200-5972-X et 978-2-0200-5972-5) / (en) In Praise of Difference: Genetics and Human Affairs (traduit du français par Margaret M. Moriarty), NY: Columbia University Press, 1984.  (ISBN 0-2310-5482-3)
- Moi et les autres : initiation à la génétique, éditions du Seuil, 1983, rééd. 2001  (ISBN 978-2-0204-8237-0), rééd. 2009, Éditions Points,  (ISBN 978-2-7578-1289-1)
- Au péril de la science ?, éditions du Seuil, 1982; 1984.  (ISBN 2-0200-8518-6) / (en) Endangered by Science? (traduit par Margaret M. Moriarty), Columbia University Press, 1985.  (ISBN 0-2310-5694-X)
- Inventer l’homme, Éditions Complexe, 1984  (ISBN 2-8702-7119-0); 1991, coll. « poche ». 183 pages.  (ISBN 978-2-8702-7383-8 et 2-8702-7383-5)
- L’Héritage de la liberté : de l'animalité à l'humanitude, éditions du Seuil, 1986, 210 pages.  (ISBN 2-0200-9344-8) ; Point, 1991.
- Les scientifiques parlent (collectif), Hachette, collection « La force des idées », 1987.  (ISBN 2-0101-1357-8)
- Cinq milliards d’hommes dans un vaisseau, éditions du Seuil, 1987.  (ISBN 2-0200-9481-9)
- Moi, je viens d’où ?, avec la participation de Marie-José Auderset, éditions du Seuil, 1988, 81 pages.  (ISBN 2-0201-1400-3)
- Abécédaire de l’ambiguïté, de Z à A : des mots, des choses et des concepts, Seuil, 1989, 172 pages.  (ISBN 2-0201-0645-0) / (it) Abbecedario dell’ambiguità. Dalla Z alla A: parole, cose, concetti, Accademia di Architettura dell'Università della Svizzera Italiana, Mendrisio, 1999.
- C’est quoi l’intelligence ?, avec la participation de Marie-José Auderset, éditions du Seuil, coll. « Petit point » no 1, Jeunesse, 1989.  (ISBN 2-0201-1399-6)
- Idées vécues, Flammarion, 1991.  (ISBN 2-0808-1244-0)
- Voici le temps du monde fini, éditions du Seuil, 1991.  (ISBN 2-2860-3295-5 et 2-0201-3082-3)
- Tous pareils, tous différents, Paris, Nathan, 1991.  (ISBN 2-09-204436-2)
- Comme un cri du cœur, Montréal : éditions l’Essentiel, 1992 (ouvrage collectif)  (ISBN 2-9801-0625-9)
- La Légende de la vie, Flammarion, 1992.  (ISBN 2-0803-5151-6)
- E=CM2, éditions du Seuil, 1993.  (ISBN 2-02-019773-1)
- L'Utopie ou la mort, Frasne, Canevas, 1993.  (ISBN 2-88382-040-6)
- Deux sacrés grumeaux d’étoile, éditions de la Nacelle, octobre 1993.  (ISBN 2-8839-3011-2)
- Qu'Est-ce que l'hérédité ?, Paris, Grancher, 1993.  (ISBN 2-7339-0400-0)
- L’Explosion démographique, Flammarion, collection « Dominos », 1993  (ISBN 978-2-0803-5163-0) ; Le Pommier, collection « Le Pommier poche » 2006.  (ISBN 2-7465-0191-0)
- Science et croyances, avec Jacques Lacarrière, éditions Écriture, mars 1994 ; réed. Albin Michel, 1999
- Absolu, dialogue avec l’abbé Pierre, éditions du Seuil, 1994.  (ISBN 2-0202-0099-6)
- Les hommes et leurs gènes, Flammarion, collection « Dominos », 1994 ; nouvelle édition augmentée et mise à jour, Le Pommier, « poche », 2008.  (ISBN 2-7465-0192-9)
- La Matière et la vie, éditions Milan, coll. « Les essentiels », 1995.
- Paroles de science, textes présentés par Albert Jacquard, éditions Albin Michel, collection « Carnets de sagesse », 1995, 54 pages.
- La Légende de demain, Flammarion, 1997
- L’Équation du nénuphar : les plaisirs de la science, Calmann-Lévy, 1998, 190 pages.  (ISBN 2-7021-2857-2). Éditions LGF, livre de Poche, 2000.  (ISBN 978-2-2531-4811-1)
- L'avenir n'est pas écrit, (avec Axel Kahn), Bayard, 2001.  (ISBN 2-2271-3941-2)
- De l'angoisse à l'espoir, (avec Cristiana Spinedi), Calmann-Lévy, 2002.  (ISBN 2-7021-3271-5)
- La Science à l’usage des non-scientifiques, Calmann-Lévy, 2001.  (ISBN 2-7021-3232-4)
- Écologie et spiritualité, collectif, Albin Michel, 2006. Avec, entre autres, Jacques Brosse, André Comte-Sponville, Eugen Drewermann, Jacques Lacarrière, Théodore Monod, Jean-Marie Pelt, Pierre Rabhi, Annick de Souzenelle...
- Le Monde s'est-il créé tout seul ?, collectif, Albin Michel, 2008. Avec l’astrophysicien Trinh Xuan Thuan, le physicien et chimiste prix Nobel Ilya Prigogine, le cybernéticien Joël de Rosnay, le botaniste Jean-Marie Pelt et le médecin philosophe Henri Atlan
- Moi et les autres : initiation à la génétique, Seuil, 2009.  (ISBN 978-2-7578-1288-4)
- Moi, je viens d’où ? suivi [en réédition] de C’est quoi l’intelligence ? et E=CM2, Éditions Points, Genre : jeunesse, 2009.  (ISBN 978-2-7578-1289-1)
- Le Trésor : dictionnaire des sciences (collectif, Flammarion, 1997)

### Ouvrages philosophiques ou politiques
- Un monde sans prisons ?, éditions du Seuil, 1993, 215 pages.  (ISBN 2-0201-2233-2)
- J’accuse l’économie triomphante, Calmann-Lévy, 1996, 2000.  (ISBN 2-2531-4775-3)
- Le Souci des pauvres. L’Héritage de François d’Assise, Calmann-Lévy, 1996.  (ISBN 2-7021-2412-7)
- Pour une terre de 10 milliards d'hommes, Zulma, 1997.  (ISBN 2-8430-4031-0 et 978-2-8430-4031-3)
- Petite philosophie à l’usage des non philosophes, avec la participation d'Huguette Planès, Calmann-Lévy, 1997, 232 p.  (ISBN 2-7021-2688-X) (aussi publié chez Québec-Livres). / (nl) Kleine Filosofie voor niet-Filosofen, Ten Have, 1998.  (ISBN 978-9-0259-4757-6)
- Le Souci des pauvres : l'héritage de François d'Assise, 1998.  (ISBN 2-7021-2412-7)
- L'homme est l'avenir de l'homme, l'intégrale des entretiens Noms de Dieux d'Edmond Blattchen, Alice, 1999.  (ISBN 978-2930182148)
- À toi qui n’es pas encore né(e), 1998 ; Calmann-Lévy, 2000.  (ISBN 2-7021-3050-X)
- Paroles citoyennes (recueillies et présentées avec Alix Domergue [son épouse]), éditions Albin Michel, coll. « Paroles », 3 janvier 2001, 75 p., 13 x 22 cm.  (ISBN 2-2261-1298-7 et 978-2-2261-1298-9)
- Dieu ?, Éditions Stock, 2003.  (ISBN 2-7028-8055-X et 2-2340-4834-6)
- Tentative de lucidité : recueil de quelques-unes des chroniques diffusées sur France Culture[42], 2003 ; Éditions Stock, 2005.  (ISBN 2-2531-0945-2)
- Halte aux Jeux !, Éditions Stock, 2004.  (ISBN 2-2340-5692-6)
- Nouvelle petite philosophie, avec la participation d'Huguette Planès, Stock, 2005.  (ISBN 978-2-2340-5806-4)
- Mon utopie, Stock, 2006.  (ISBN 2-2340-5940-2)
- Jamais soumis, jamais soumise (dialogue avec Fadela Amara), Stock, 2007.  (ISBN 2-2340-5986-0 et 978-2-2340-5986-3)
- Le compte à rebours a-t-il commencé ?, éditions Stock, 2009, 138 p.  (ISBN 2-2340-6086-9 et 978-2-2340-6086-9)
- Le petit abécédaire de culture générale, collection dirigée par Philippe Delerm, Seuil, 2010.  (ISBN 978-2-7578-1710-0)
- Exigez ! Un désarmement nucléaire total, avec Stéphane Hessel et l'Observatoire des armements, Stock, 2012, 72 p.  (ISBN 2-2340-7397-9 et 978-2-2340-7397-5)
- Réinventons l'humanité, avec Hélène Amblard, postface de Serge Latouche, Sang de la Terre, 2013.  (ISBN 978-2-8698-5306-5)

#### Préfaces et postfaces d'ouvrages
- Pierre Gamarra et Bernard Épin, L’Éducation civique, c'est quoi aujourd'hui ? ill. Daniel Maja, La Farandole, 2011
- Nucléaire : idées reçues et scénarios de sortie, ill. F’Murrr, Utopia, 2011
- Michel Valette, De Verdun à Cayenne ill. Michel Valette, Les Indes savantes, 2007

### Ouvrage autobiographique
- Dans ma jeunesse, Éditions Stock, avril 2012.  (ISBN 978-2-2340-7186-5)